# 二郎は鮨の夢を見る
『二郎は鮨の夢を見る』（じろうはすしのゆめをみる、原題：Jiro Dreams of Sushi）は、2011年に公開されたデヴィッド・ゲルブ (David Gelb) 監督によるアメリカ合衆国のドキュメンタリー映画。85歳の寿司職人で「すきやばし次郎」の店主である小野二郎を追い、すしの技を極めようと探求し続けるその姿と、伝説的存在である父に追いつくべく奮闘する長男・禎一（よしかず）を捉えた作品。映画には、もうひとりの息子である次男・隆士（たかし）が経営する、よく似た感じだが、より気楽な雰囲気のある店との対比も短く描かれている。
この作品は、第61回ベルリン国際映画祭において、食と環境をテーマとする作品を対象としたカリナリ・シネマ部門に出品された。アメリカ合衆国では2011年にプロヴィンスタウン国際映画祭 (Provincetown International Film Festival) で初公開され、同年のトライベッカ映画祭に公式参加した。
監督のゲルブは、作中にも登場する山本益博と寿司店をまわり、小野に出会った。

## 興行成績
北アメリカにおける興行は、2012年3月9日にニューヨークの2カ所で封切られた、3月16日からロサンゼルスでも公開された。
2012年5月7日の時点で、この作品は北アメリカにおいて 1,990,302ドルの興行成績を上げている。

## 批評
この作品は批評家たちの間でも肯定的に受け止められている。レビューサイト「Rotten Tomatoes」や「Metacritic」においても好評価を得ている。
フィリップ・グラスによる音楽も、芸術性が評価されている。